# Vincetoxicum laxum
Vincetoxicum laxum là một loài thực vật có hoa trong họ La bố ma. Loài này được Gren. & Godr. miêu tả khoa học đầu tiên năm 1846.